# Велика Димерка
Вели́ка Ди́мерка — селище в Україні, у Броварському районі Київської області. Адміністративний центр Великодимерської селищної громади. Велика Димерка — одне з найбільших поселень району (9510 жителів). Загальна площа землі в адміністративних межах колишньої Великодимерської селищної ради — 7149,9 га. Селище розташоване за 34 км від Києва.

## Історія
Перша письмова згадка про Димерку як поселення, що належить до Остерського замку припадає на 1552 р. Але село має давньоруські корені, зокрема пов'язані зі своєю назвою. Димерські землі у 1650 р. переходять від шляхетської родини Аксаків до гетьманської родини Виговських, а пізніше до церковних володінь Києво-Печерської лаври. У XVII столітті через Димерку переїжджають російські імператриці Єлизавета Петрівна і Катерина II. З цими подіями пов'язано ряд місцевих переказів.

### Легенди села
Місцевість, де розташована Велика Димерка, у давнину була лісистою, росли переважно берези. Основним заняттям жителів поселення, що виникло на березі озера Міхов було смолокуріння, також виробляли поташу, селітру. Процес смолокуріння потребував великої кількості дров, тому селище постійно диміло. Однією із версій походження назви села і є великі дими, що стояли над поселенням. Інша легенда про походження назви стверджує, що жителі першими почали будувати димарі. У документах згадуються назви — Здимерков, Здимеров, Здимирівка, Димерка.
15-річним юнаком на початку вересня 1829 року їхав Тарас Шевченко в обозі дворових кріпаків Енгельгарда з Києва на Вільнюс, куди молодий пан був призначений ад'ютантом при генерал-губернаторі. Пізніше про цей шлях Тарас Шевченко писав: «Далекий шлях, пани — брати знаю його, знаю! Аж на серці похолоне, як його згадаю». Т. Г. Шевченко, буваючи в Броварах, чув переказ людей про знедолену скривджену паничем-москалем дівчину, яка втопилась на шляху на Московщину. В народі говорять, що дійсно, цей випадок мав місце в озері біля Димерки. Пізніше цей епізод Т. Г. Шевченко описав у своїй знаменитій поемі «Катерина».

### Заснування селища
З давніх-давен жителі цих країв займались землеробством, скотарством, мисливством і ремеслом. Походження назви пов'язують з тим, що димерчани займались варінням смоли, дьогтю, випалюванням вугілля, — «димними ремеслами».
В Іпатіївському літописі від 1158 року розповідається, що князь Ярополк Ізяславович подарував монастиреві «Небельскую волость». Дуже імовірно, що в цей час Димерка попала під владу Києво-Печерської Лаври. 1239 року в лівобережну Київську Русь прийшли татаро-монголи, які не залишали після себе ні міст, ні сіл. Люди втікали від ворога, ховались в лісах, а потім повертались на попелища і відбудовували зруйновані житла. Татари чоловіків убивали, а жінок і дітей брали в полон. Та люди не корились завойовникам, чинили опір. Літопис розповідає про цікавий випадок. В одній хаті лишились дід і баба. Якось ранком баба топила піч. До оселі увірвався татарин і почав душити діда в сінях. Хоробра бабуся не розгубилася. Вона вихопила з печі чавун з окропом і вилила на чужинця. 1240 року татаро-монголи на чолі з ханом Батиєм захопили Київ, зруйнували його і пограбували Печерський монастир. 122 роки панували чужинці на Русі, до битви на Синіх водах. На зміну литовцям у край прийшли нові польські магнати. В державному історичному архіві є відомості про те, що в 1392 році село, яке входило до Остерської волості було віддане «Митьке Сокире из рода Гольшанских». Ось цей рік, а також дату 14 жовтня і взято за відлік часу від заснування.
Є й інші міркування. 1863 року «Черниговские епархальные известия» писали: «… таким образом более чем вероятно, что Дымерка еще до татар … принадлежала Лавре й населена ею». Отож імовірно, що поселення з назвою Димерка засновано у XII столітті на шляху Київ — Новгород. Перші мешканці поселились біля озера Міхов. З 1569 року за Люблінською унією польська шляхта розпочала захоплення Правобережжя, а через 50 років і Лівобережжя, куди входили поселення Броварщини. Тривалий час поляки були в управлінні Лаври, яка з 1616 року за рішенням короля Сигизмунда III одержала володіння на Лівобережжі.

### XVII—XVIII століття
З 1624 р. право власності на Димерку має княжна Анна Корецька. У 1630 р. під час козацького повстання проти уряду Речі Посполитої під проводом Тараса Трясила козаки напали на загони шляхти і розбили їх під Димеркою. З 1636 р. село (або частина димерських земель) згадується як власність сина Степана Аксака — Михайла.
З 1649 р., після угоди Б. Хмельницького з поляками, їх колишні землі, повертаються панам. Друга жінка С.Аксака, Катерина Аксак, отримала гетьманський універсал на володіння землями і доручила Петру та Якову Виговським зібравши чинш, продати нерухомість у селах, що їй належали, у тому числі і в Димерці. З 1650 р. Димерка належить родині Виговських.
Адміністративно, за гетьманщини, Димерка належала до Гоголівській сотні Київського полку.
З 1680 р. за указом царя Федора Олексійовича «Село Здымеров за древней Богдановкой» закріплене за Києво-Печерською лаврою.
У 1764 році в селі налічується 102 двори, 174 хати, 641 житель. Біля села знаходилось озеро Кулівщина, про яке також згадувалось у документах.
За матеріалами перепису 1767 р. в Димерці був розташований монастирський будинок. На головній київській дорозі стоїть шинок. При дерев'яній церкві Покрови є школа, у якій навчав дяк Тимофій Малаш. У селі був «гошпиталь», у якому жили знедолені, покалічені, сліпі люди.
В селі поширені прізвища: Бардашенко, Боровиченко, Грищенко, Землюченко, Кондратенко, Лизуненко, Мусієнко, Переносенко, Поповиченко, Ралюченко, Рубанка, Сахнюк, Селюченко, Семиноженко, Терлюк, Щербак.
У ті часи городничий крім Димерки, завідував Богданівкою та Омеляновим. У селі були господарські будівлі Лаври, винокурний завод на березі озера Леляки. Біля озера Петрово, у двох верстах від Димерки, був хутір Петровський. За архівними документами у 1750—1751 роки між Києво-Печерською лаврою і Видубицьким монастирем були сварки та суди за володіння цими землями. За указом Катерини ІІ землі обох монастирів стали державними 10 квітня 1786 року.
З ліквідацією полкового устрою, Димерка у складі Остерського повіту Київського намісництва, пізніше, Чернігівської губернії.
Історичні документи стверджують: «Село в окружності мало 4 верстви, у довжину верств 2, у ширину півверстви. Населення було 1367 душ, у тому числі чоловіків 708, жінок — 659. В селі було 12 шевців, З кравця, 4 коваля, бондарів 4, ткачів — 20. Хат в селі було 210. Більше всього сіяли жито, гречку, горох, ячмінь, льон, коноплю. Сади були з яблунями і вишнями».

### XIX століття
Пам'ятні дати:
- 1804 р. — сарана спустошила поля;
- 1821 р. — посуха не дала зібрати урожай;
- 1847 р. — будівництво шосе Київ — Санкт-Петербург;
- 1851 р. — епідемія холери.
- 1857 р. — в Димерці було 330 дворів, 2774 душі.
- 1897 р. — проходив перший перепис населення Російської імперії. На той час у Великій Димерці мешкали 4912 осіб.

### ХХ століття
У 1923 році Димерка стає Великою Димеркою.
Згідно з постановою Пленуму Київського губвиконкому від 13/14 червня 1924 р. в село В.Димерку було переведено районний центр Семиполківського району. 1927 року район було ліквідовано. Відновлено у 1930 і остаточно ліквідовано у 1932 році. В 20 — 30 роки населення В.Димерки швидко зростає і в 1925 році становить 8263 особи. З метою залучення селян до землі і для кращого її обробітку в 1924—1925 роках організовуються хутори: Калинівка, Миколаївка (по літківській дорозі за озером Дьогтярка під лісом — де тепер дачі), Тарасівка (Жердівської сільської ради). Збільшився за чисельністю населенню хутір Скибин (перший поселенець хутора був чоловік на прізвище Скиба, який поселився тут в 1900 році), куди переселилась частина димерчан. Переселення в ці хутори тривало аж до 1928 року. У ті часи жителі Димерки, як вже було написано вище,  засновують ряд поселень — Калинівку, Малу Тарасівку, Захарівку.
У 1923 р. із жителів с. Велика Димерка в урочище Шкапино було створено ТСОЗ, яке у цьому ж році було об'єднано в комуну «Жовтнева революція» разом з ТСОЗ сіл Покровське та Жердова. 1929 року розпочалась колективізація, у селі організовано колгосп — комуну «Поступ» з 15 сімей. Всього з 1929 по 1932 рік у В. Димерці і навколишніх хуторах організовано 10 колгоспів. Перед Другою світовою війною було 6 колгоспів в селі і 2 на хуторах. Одночасно з колективізацією тривало розкуркулення селян.
Після організації колгоспів розпочалось будівництво тваринницьких приміщень, парникових господарств, збудовано 2 млини, олійниця, пекарня та ін. Закладались сади та ягідники. Відтоді почали вирощувати екзотичні на той час овочі: помідори, перець, баклажани. 
В 1933 році спалахнув Голодомор, вмирали не тільки окремі жителі, а й цілі сім'ї. Під час організованого радянською владою Голодомору 1932—1933 років померло щонайменше 207 жителів селища.
В 1937 році електрифіковано житлові будинки димерчан.
В 1950 році відкрив для відвідувачів двері сільмаг, методом народної будови на місці спаленої школи зведено нову середню школу. 1955 року побудовану чайну. 1958 року в центрі виріс сільський Будинок культури на 500 місць. Та особливо розширилось будівництво в селі з часу організації на території його радгоспу «Великодимерський» (1959 рік). Збудовано гуртожиток на 100 осіб та на кожному відділку гуртожитки на 50 осіб, зведено 6 2-поверхових будинків і один 3-поверховий на 18 квартир. Всього радгосп збудував житла на 100 квартир.
В 1963 році розпочато, а в 1965 році закінчено будівництво дороги з твердим покриттям. Ця дорога з'єднала Велику Димерку з шосе Київ — Чернігів. З 1966 року розпочався регулярний рух автобусів з села до районного центру Бровари і столиці — міста Києва. Прокладено дорогу з твердим покриттям від центру села до залізничних платформ Димерка та Парникова (1970—1981).

### Друга світова війна
- 17 вересня 1941 р. — село окупували німецькі війська, які увійшли з північної сторони.
- З 1942 року — молодь села почали вивозити на каторгу в Німеччину. У німецьке рабство було забрано 409 димерчан.
- 8 серпня 1942 року нацисти стратили Семена Степановича Бардаша, Івана Пилиповича Євтушенка, Семена Терентійовича Гришка, Савку Гнатовича Половка, Гаврила Мусійовича Гарбузу, Анастасію Макарівну Губську, Савелія Гнатовича Половка, Дуню Безсмертну.
- Весною 1943 року німці вивезли за село сім'ї із Великої Димерки та Богданівки і розстріляли. Серед розстріляних було понад 27 димерчан.
- 23 вересня 1943 року — село Велика Димерка було звільнено Червоною Армією.

### Російське вторгнення

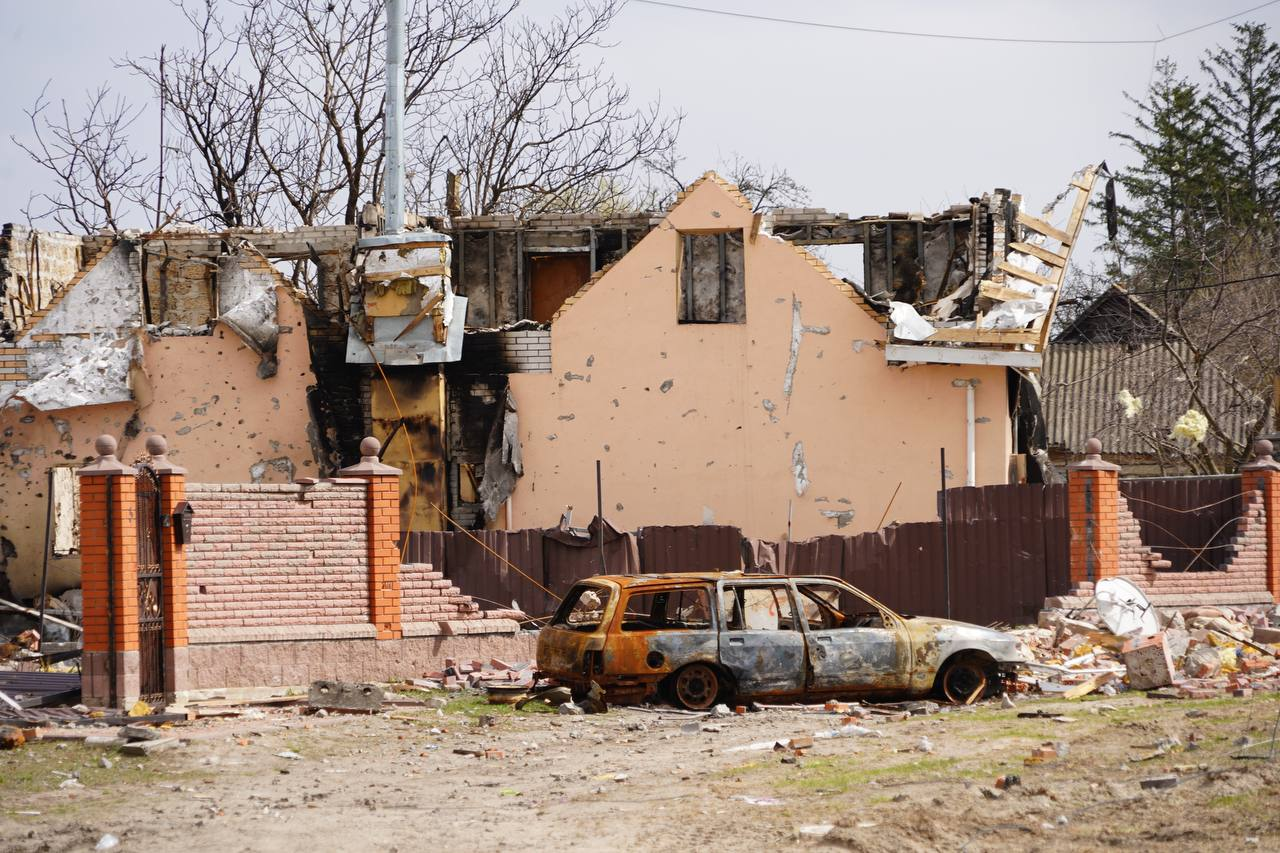
Велика Димерка після російської окупації

Селище знаходилось під окупацією російських військ з 9 по 31 березня 2022 року.Загинуло щонайменше 11 місцевих жителів.

## Населення

### Мова
Розподіл населення за рідною мовою за даними перепису 2001 року:
| Мова            | Кількість | Відсоток |
| --------------- | --------- | -------- |
| українська      | 9983      | 98.79%   |
| російська       | 103       | 1.02%    |
| білоруська      | 6         | 0.06%    |
| вірменська      | 1         | 0.01%    |
| польська        | 1         | 0.01%    |
| інші/не вказали | 11        | 0.11%    |
| Усього          | 10105     | 100%     |

## Символіка

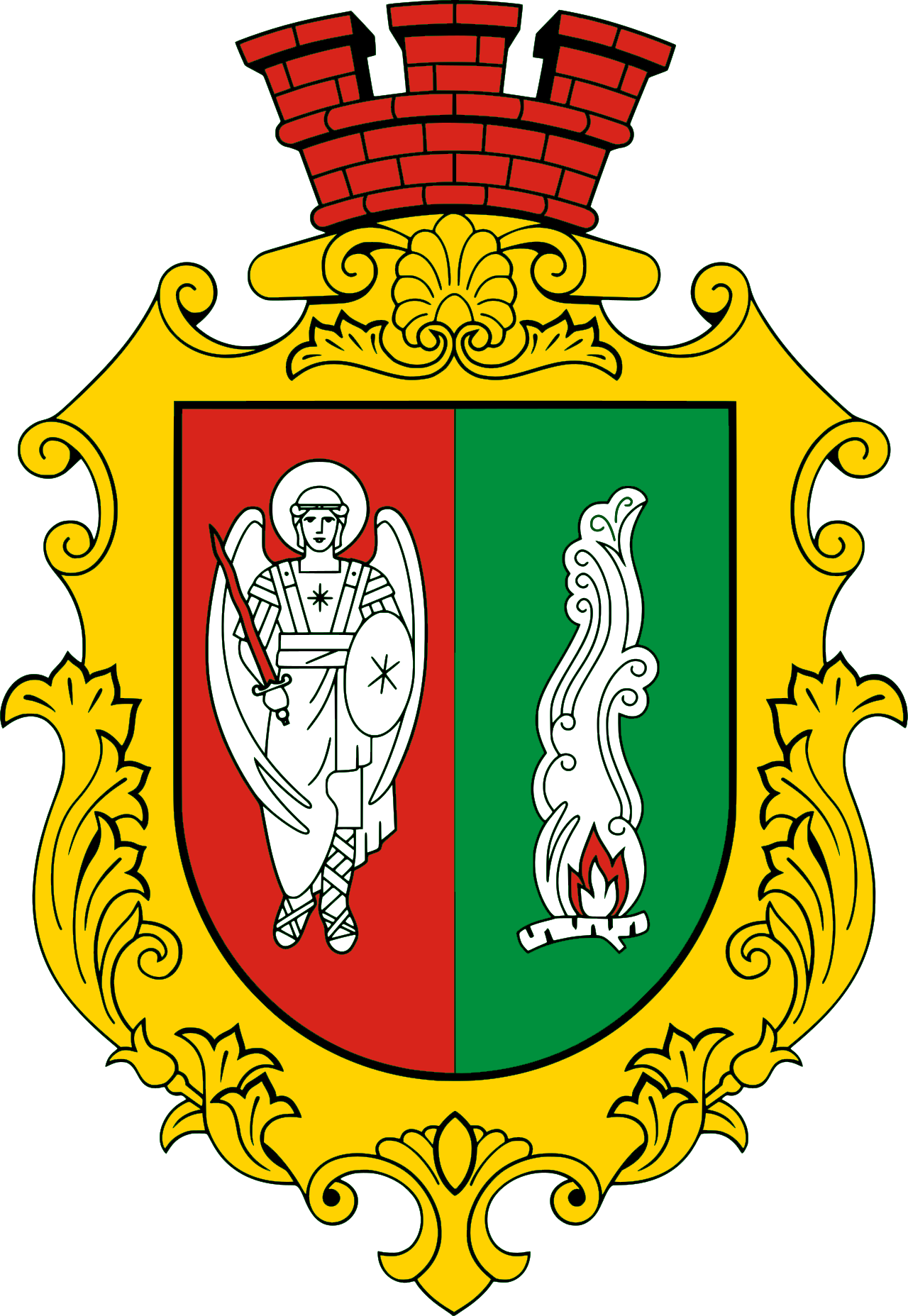
Сучасний герб Великої Димерки

### Сучасний герб

Хоругва Великої Димерки

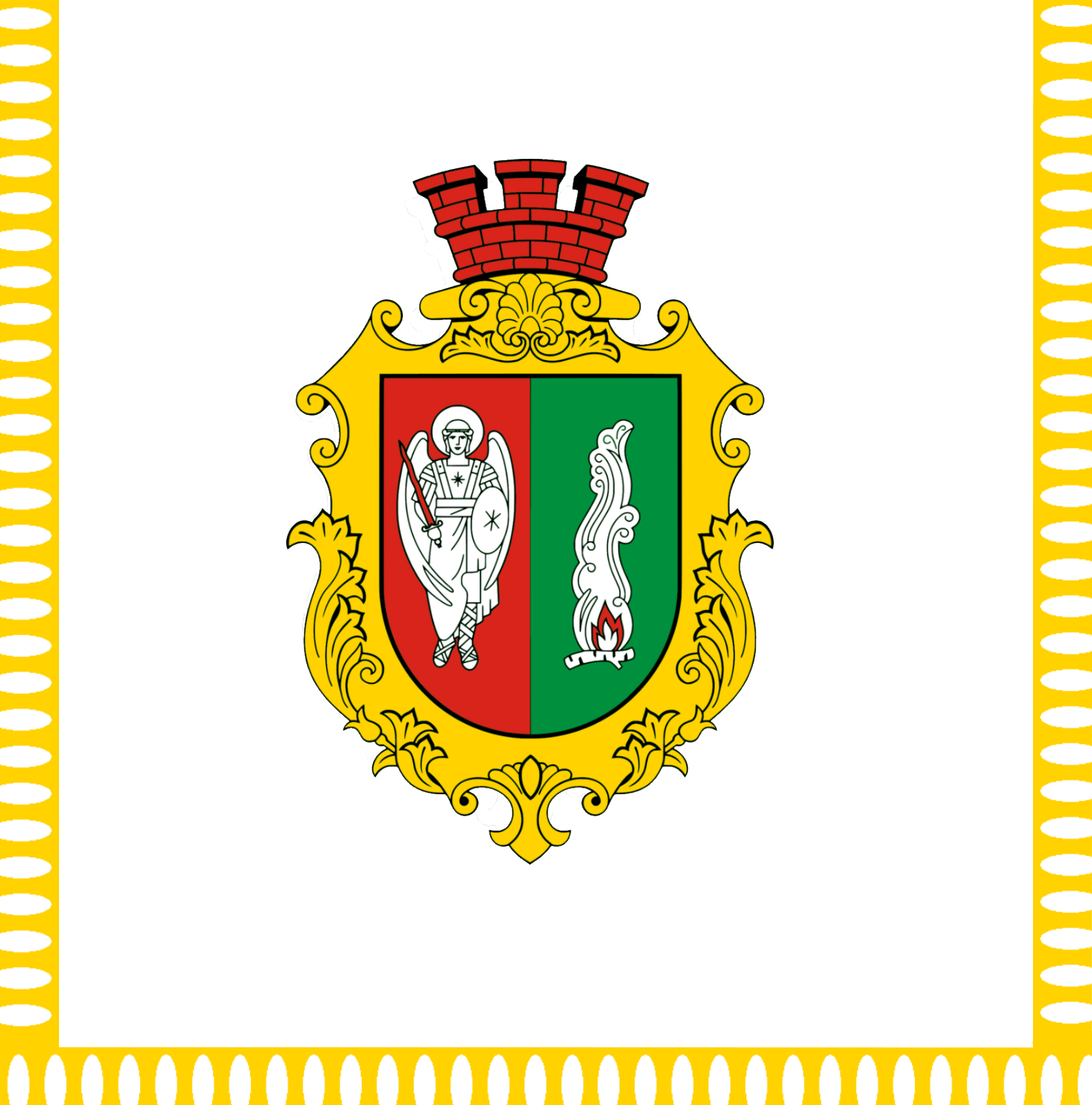
Штандарт селищного голови Великої Димерки

Сучасний герб затверджений рішенням сільської ради 21 вересня 1998 року. Щит розтятий червоним і зеленим. У першому полі срібний архістратиг Михаїл з піднесеним угору вогненним мечем. У другому полі срібний стовп диму від палаючого поліна. Зображення Архангела перенесене у герб з ікони, що знаходиться у сільській церкві й дуже шанується місцевими жителями, оскільки архістратиг Михаїл вважається покровителем Великої Димерки. Щит увінчує сільська корона — античний вінець з колосся, символ богині родючості Деметри (ідея вінця належить О.Кохану). Автор — М.Юхта. Навіяв цей сюжет на художника вірш, рефреном через який проходять слова «моє село з димів прийшло».

### Хоругва
Хоругва затверджена рішенням сільської ради 21 вересня 1998 року — прямокутне полотнище із співвідношенням сторін 1:1, що складається з двох вертикальних смуг — червоної та зеленої; у центрі зображення архістратига Михаїла білого кольору з піднятим угору червоним мечем: по периметру полотнища йде біла лиштва шириною в 1/20 сторони хоругви.

### Штандарт селищного голови
Штандарт селищного голови затверджений рішенням сільської ради 21 вересня 1998 р. — біле квадратне полотнище, у центрі якого повний герб (висота зображення становить 3/4 сторони полотнища). Штандарт облямований з трьох сторін жовтими торочками.

## Економіка

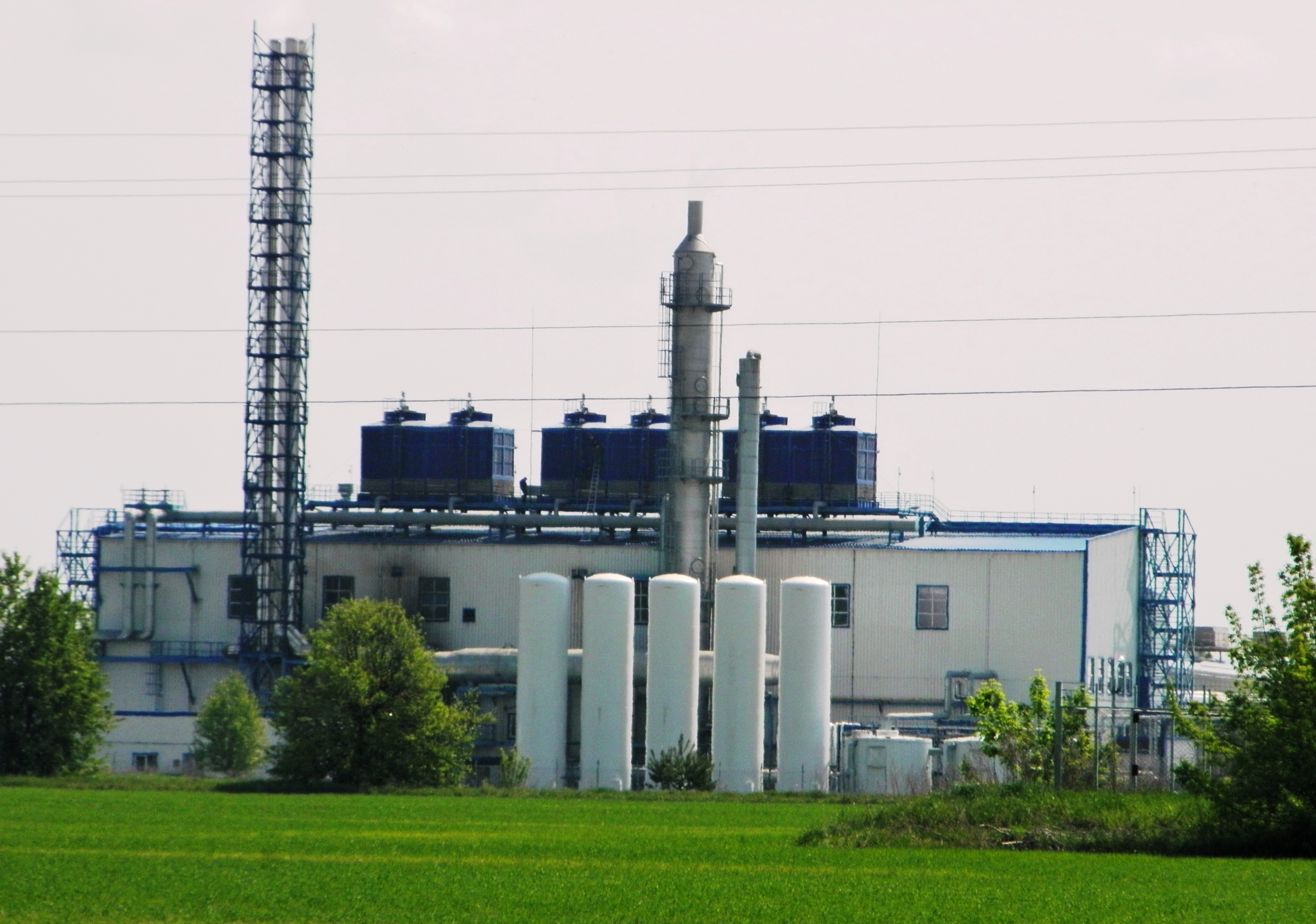
ТЕЦ «Coca-Cola Journey Ukraine»

Нині тут побудовано завод безалкогольних напоїв фірми «Кока-Кола» потужністю 1 100 тис. літрів за добу. В селі працюють закрите АТ «Мономах», взуттєві фірми «Valex», «Korvale»; «Рабен Україна», «Рейнарс», «Бауміт Україна», «Айс Термінал» (міжнародна компанія морепродуктів), «Стор Сіті», «Алікобер», «Регіон-2001»; дві автозаправки, фермерські господарства «Агро Україна» та «Тур».
На території села діє дільнична лікарня на 25 ліжок, дитячий садок «Журавлик», 3 заклади громадського харчування, 4 перукарні, 29 закладів торгівлі, 2 взуттєві майстерні.

### Торгівля
17 серпня 2014 року у селі відкрився магазин «Фора». Це перший супермакет у селищі серед 28 продовольчих, 7 непродовольчих, 5 змішаних магазинів. Магазин розташувався в приміщенні колишнього нічного клубу «Алексіс» за адресою: вул Промислова 2б, графік роботи 08:00 — 23:00.

## Освіта
За свідченнями архівних документів, наприкінці XIX ст. у Великій Димерці письменних людей майже не було. Грамоти навчав сільській дяк.
Згодом сільська громада придбала будинок (на території сучасного сільського парку), у якому було організовано школу. Школа мала 1 класну кімнату і 1 кімнату для вчителя. Уперше освітній заклад закінчили 30 учнів (серед них одна дівчинка). З часом шкільне приміщення продали купцеві Шевченку, котрий перебудував його на шинок.
На кошти сільської общини у 1899 р. було зведено шкільне приміщення (біля сучасного ліцею). У школі було 3 класні кімнати і 3 квартири для вчителів. До 1905 р. вона функціонувала як початкова; строк навчання був трирічним. Протягом 1905—1907 рр. термін навчання продовжили на рік. Але освіті не приділялось достатньо уваги — часто діти навчались лише взимку, залишали школу не довчившись. 1905 р. школу відвідав інспектор народних училищ. Відтоді збереглася його записка: «Учнів — 113, у тому числі 6 дівчат. Педагогів — 3». Наступного року той самий інспектор після відвідування школи записав: «Учнів — 82. Решта була змушена залишити навчання. Книжок у бібліотеці та навчального приладдя не додалося».
Після 1917 р. під навчальні приміщення використовували розкидані по всьому селу хати розкуркулених селян. Завершили будівництво неповної середньої школи у 1924 р. і у 1925 р. було відкрито школу селянської молоді. 1934 р. відбувся перший випуск 7-го класу. З 1935 р. школа у Великій Димерці 8-річна, з 1937 р. — 10-річна.
Наприкінці 1930-х років у школі налічувалося 1518 учнів, 48 учителів. Директором був Г. М. Чечітко, шкільний заклад працював у три зміни. У першу зміну вчителі навчали три молодші класи, у другу — вісім старших класів, а увечері брали участь у ліквідації неписьменності. Школа мала присадибну ділянку.
Під час війни у школі оселилися німці, відступаючи, вони спалили школу. Після визволення села почалося будівництво нового шкільного приміщення. По закінченні війни у класах навчалося по 40 учнів.
У 1947—1952 рр. почалося будівництво нової школи.
Нове шкільне приміщення будували на кошти селян до 1952 р.. У 1952—1957 рр. його добудували за рахунок держави. У 1954—1958 рр. директором був Н. О. Шкарбутко, у 1954 р. відбувся перший повоєнний випуск десятикласників.
У 1970 р. педколектив на чолі з директором В. М. Кравченком створив виробничу бригаду. Учні на канікулах допомагали радгоспу «Великодимерський». 1971 р. організовано хор, яким керувала М. І. Омельченко. З 1972 р. директором школи був В. І. Кумейко, кількість учнів збільшилася до 2 тис., навчалися у дві зміни. Почалося будівництво нового приміщення, яке відкрило свої двері 1 вересня 1975 року. Нова школа — це нині діюча триповерхова споруда. Тут розміщені бібліотека, їдальня, спортивна зала, навколо школи — сад.

### Великодимерський ліцей
На 1 вересня 1975 р. Великодимерська школа не була готова, але відкриття відбулося. Згодом учні вчились в старій школі, а нове приміщення добудовувалось. Нова школа — триповерхове приміщення. Тут знаходиться їдальня, актовий зал, шкільна бібліотека та спортивний зал. Біля школи знаходився спортивний майданчик. На 1975 р. в Україні такої школи не було жодної.
У 1975—1979 рр. приділили увагу благоустрою й озелененню шкільної території: розпланували клумби, насадили кленовий парк. У 1980 р. створили музей бойової і трудової слави. Було відкрито пам'ятний знак на честь загиблих односельчан, страчених фашистами на території школи в 1942 році.
У 1977 р. учні школи переходять на кабінетну систему.
З 1982 р. до 1990 р. керував школою М. М. Кеденко, з 1990 р. і до 2002 р. директором школи працював М. М. Нещимний. Під керівництвом нового директора — Нещимного Миколи Михайловича у 1992 р. у школі створюється комп'ютерний клас, найкращий у Броварському районі. Здійснюється оснащення закладу сучасним навчальним обладнанням.
З 1992 р. поряд зі звичайними класами створено профільні фізико-математичні. У 1997 р. відкрили курси водіїв для учнів 10-11-х класів, які стали основою центру допрофесійної та професійної підготовки. Школа має свою тренажерну залу.
У 2000/2001 навчальному році в 41 класі було 1145 учнів.
У 2001 р. було створено перший у районі загальноосвітній навчально-виховний комплекс, який включає загальноосвітню середню школу І-ІІІ ступенів; ліцей природничо-математичного і філологічного профілів; центр професійної і допрофесійної підготовки. У розпорядженні комплексу два автобуси, 6 автомобілів, два трактори. Працює столярний цех. Освітній заклад забезпечений сучасними засобами зв'язку, має копіювальну техніку.
У Великодимерському НВК навчалися 1355 учнів. У 2001 р. на ІІ етапі всеукраїнських олімпіад брали участь 42 учні, на ІІІ — 9 учнів. За рейтинговою оцінкою освітній заклад посів перше місце на районних предметних олімпіадах.
У 2019 р. навчально-виховний комплекс став ліцеєм.
У 2021 р. змінився директор Царик Надії Михайлівни яка була з 2007 р. стала Філіпова Тетяна Анатоліївна.
Ліцей співпрацює з КНУТД, Університета Григорія Сковороди в Переяславі. Проводилась співпраця з Лоунтонським спортивним коледжем.
На базі ліцею створено районні та шкільні консультпункти із впровадження елементів перспективного педагогічного досвіду з математики, української мови і літератури, німецької мови, роботи в початкових класах.

## Спорт
У селі створено місцевий ФК «Сокіл». Який у 1999 р. був чемпіоном Київщини,.
Станом на 2014 рік, у селищі функціонують дві аматорські футбольні команди: ФК «Колос» (учасник Вищої ліги Чемпіонату Броварщини), та ФК «Димерка» (учасник Першої ліги Чемпіонату Броварщини).

## Пам'ятки

### Церква Покрови Божої Матері

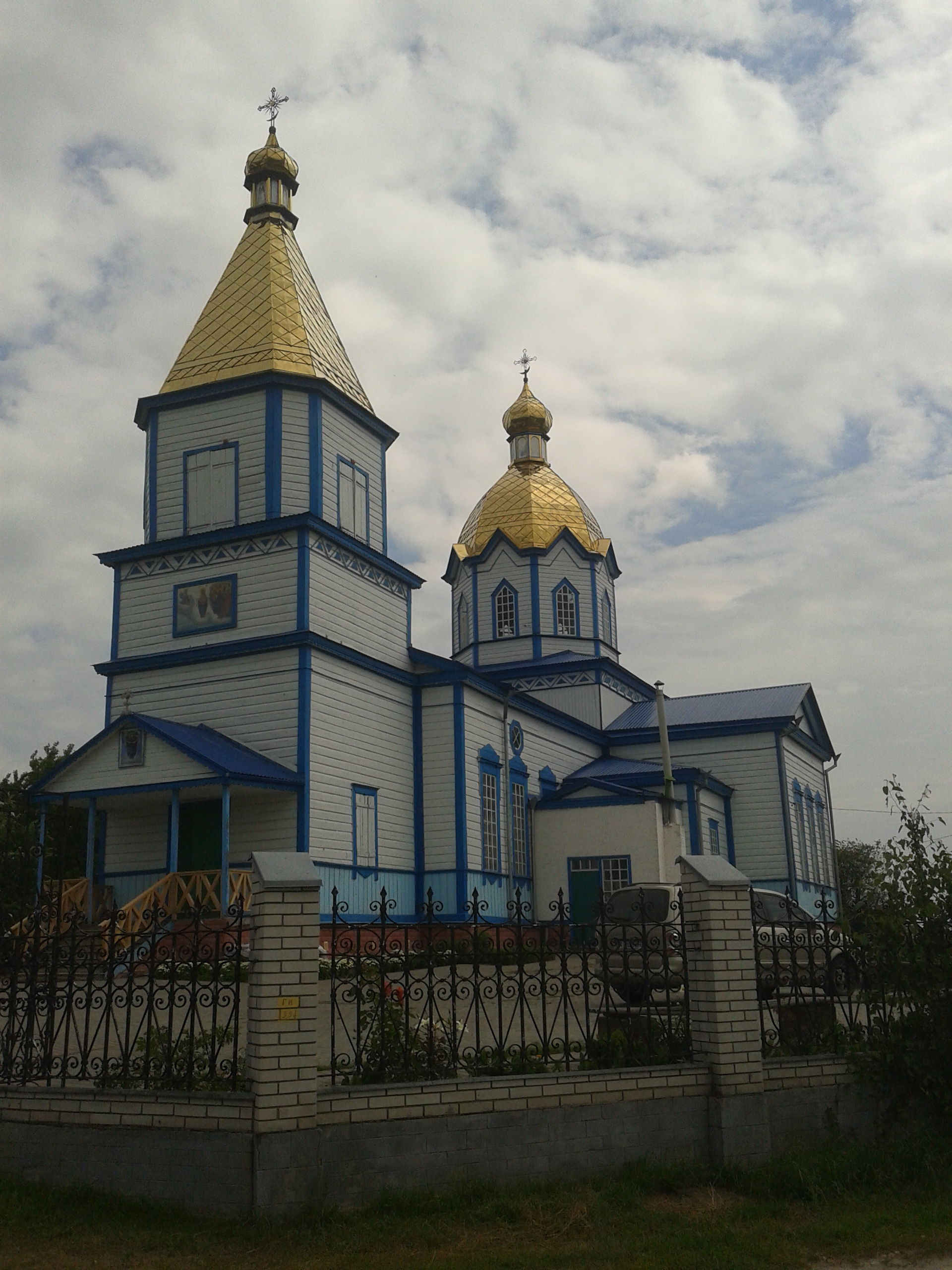
Церква Покрови Божої Матері

Головною пам'яткою Великої Димерки є дерев'яна церква Покрови Божої Матері, збудована у 1888 році на місці попереднього храму 1785 року . Існуюча церква є взірцем стилю історизм, хрещата в плані, одноверха, з прибудованою шатровою дзвіницею. Храм є об'єктом культурної спадщини.
Храм Покрова Пресвятої Богородиці збудований у 1782 та освячений у 1785 роках. Це була не перша димерська церква. Історики згадують церкву, яка стояла тут ще до 1564 р. і у якій велися книги до 1784 р. З 1680 р. село закріплене за Києво-Печерською Лаврою. З матеріалів перепису 1767 р. відомо, що «Димерка — монастирське село, тут розташований монастирський будинок, церква Покрови стара, при церкві — школа».
Потрапити до церкви можна двома шляхами: маршруткою з Києва (ст. м. Лісова) до центру селища, звідки йти до церкви хвилин 15. Або ж електричкою на Ніжин, яка зупиняється у Димерці двічі: на ст. Парникова і, власне, Димерка. Тільки йти від станцій до церкви не менше 40 хвилин.

## Проєкти
У Великій Димерці розпочато процес створення регіонального ландшафтного парку. Ініціатором проєкту виступає депутат селищної ради Віталій Сергійович Гришко. Парк стане осередком відпочинку та рекреації для місцевих жителів. Планується облаштування дитячих майданчиків, зон для сімейного дозвілля, екостежок, водойми, веломаршрутів та рекреаційної інфраструктури. Після завершення етапу погоджень проєкт буде винесено на розгляд Київської обласної ради..

## Видатні люди
- Печерін Володимир Сергійович (1807—1885) — російський письменник, еллініст, релігійний мислитель, священик-редемпторист.
- Постол Віктор Васильович (1984) — український боксер, чемпіон світу за версією WBC.
- Семиног Микола Іванович (12.12.1951–07.01.2017) — український етнограф. Закінчив факультет журналістики Київського університету, працював фотокореспондентом Броварської районної газети, з 1990 брав участь у етнографічних експедиціях, записував українські пісні та обряди, з 1994 року у складі комплексних експедицій збирав культурні надбання у Чорнобильській зоні, мешкав у Великій Димерці.[16]
- Федірко Ніна Іванівна — народна майстриня-вишивальниця, почесний громадянин Броварського району.
- Юхта Микола Олексійович — український поет, художник (учасник Національної Спілки Художників України).
- Базир В'ячеслав Петрович — український співак (баритон), соліст Національної опери України.

Селищні голови:
- Кулажин Олександр Сергійович — головував у 30-ті роки і до 1943 року
- Лебединець Іван Лукич — з 1943
- Онашко Микола Кузьмович — 1951—1953 рр.
- Миронець Петро Пилипович — 1964—1969 рр.
- Карандюк Григорій Матвійович — 1969—1971 рр.
- Ліскевич Григорій Георгійович — 1971—1973 рр.
- Суботенко Андрій Антонович — 1973—1980 рр.
- Карандюк Григорій Матвійович — 1980—1981 рр.
- Косенко Анатолій Тихонович — 1981—1985 рр.

- Бочкарьов Анатолій Борисович — з 1985 року

## Клімат
Клімат помірно—континентальний, характеризується помірною посушливістю. Вітер переважно північно-західного напрямку. Кліматичні умови району сприяють розвитку сільського господарства, курортів та туризму.
Для Великої Димерки характерний для полісся ландшафт. Ґрунти переважно дерново-підзолисті, болотні та торфоболотні.
Середня швидкість вітру — 8-11 м/с.
Середня температура січня: −4,5 °C, червня: +22 °C.
Середня вологість повітря: влітку — 65 %, взимку — 78 %.
Річна кількість опадів становить бл. 620 мм.

## Місто-побратим
Бітіггайм-Біссінген, Німеччина (2023)